# Cardam
Cardam è un comune dell'Azerbaigian situato nel distretto di Ağdaş. Conta una popolazione di 1 340 abitanti.